# Eduardo Paxeco
Eduardo Patricio Paxeco Tapia (Llay-Llay, Valparaíso, 26 de abril de 1982) es un actor e ingeniero comercial chileno. Ganador de un Premio Pedro Sienna por su papel en Ilusiones ópticas.

## Cine
| Año  | Título                                  | Personaje      | Director/a           |
| ---- | --------------------------------------- | -------------- | -------------------- |
| 2008 | Amistades inconvenientes                | Poncho         | Alejandra Claro      |
| 2008 | La buena vida                           | Mario          | Andrés Wood          |
| 2009 | Ilusiones ópticas                       | Rafael "Rafa"  | Cristián Jiménez     |
| 2009 | La Gabriela                             | Romelio Ureta  | Rodrigo Moreno       |
| 2010 | Drama                                   | Johnny         | Matias Lira          |
| 2011 | 03:34                                   | Rafael         | Martín Rogers        |
| 2012 | Caleuche: El llamado del mar            | Simón Cárdenas | Jorge Olguín         |
| 2013 | Olvidados                               | Jorge          | Carlos Bolado        |
| 2013 | Fatamorgana de amor con banda de música | Bello          | Hubert Toint         |
| 2017 | Una mujer fantástica                    | Paramédico     | Sebastián Lelio      |
| 2017 | Sapo (película)                         |                | Juan Pablo Ternicier |
| 2019 | Ema                                     |                | Pablo Larrain        |
| 2020 | Nadie sabe que estoy aquí               | Samuel         | Gaspar Antillo       |
| 2023 | Sayen                                   |                |                      |

## Televisión

### Telenovelas
| Año       | Título             | Papel             | Ref.         |
| --------- | ------------------ | ----------------- | ------------ |
| 2010      | Mujeres de lujo    | Sergio Piña       |              |
| 2010–2011 | Primera Dama       | Caetano Bello     |              |
| 2011      | Infiltradas        | Emiliano Alvarado |              |
| 2011      | Aquí mando yo      | Jonathan          | 1 episodio   |
| 2012      | Maldita            | Manuel Espinoza   |              |
| 2012–2013 | La Sexóloga        | Nicolay Curilén   |              |
| 2013      | Soltera otra vez 2 | Inti Ventura      | ¿? episodios |
| 2014      | Las Dos Carolinas  | Lautaro Martínez  | [ 4 ]        |
| 2014–2015 | La Chúcara         | Agustín Lara      |              |

### Series y unitarios
| Año       | Título                       | Personaje                      | Rol                                  |
| --------- | ---------------------------- | ------------------------------ | ------------------------------------ |
| 2004      | De Neftalí a Pablo           | Tomás                          | 4 episodios                          |
| 2004-2006 | Mea Culpa                    | Mauricio Opazo/ Alexis Miranda | 2 episodios                          |
| 2005      | Tiempo final: En tiempo real | Asaltante                      | Episodio: «Simulacro»                |
| 2005      | Bienvenida realidad          | Gunter                         | Episodio: «Entrada a la Universidad» |
| 2005      | La Nany                      | Doctor                         | Episodio: «El novio»                 |
| 2005      | Urgencias                    | Felipe                         | 1 episodio                           |
| 2005-2011 | Infieles                     | varios personajes              | 9 episodios                          |
| 2006      | Historias de Eva             | Pedro Navaja                   | Episodio: «Furia en el puerto»       |
| 2006      | Casado con hijos             | El care ná                     | Episodio: «Un novio para Titi»       |
| 2007      | Héroes                       | Rubén Darío                    | Episodio: «Balmaceda»                |
| 2007      | Cárcel de mujeres            | Erasmo Soto                    | 2 episodios                          |
| 2008      | El día menos pensado         | Eugenio Espinoza               |                                      |
| 2008      | Litoral                      | Lorenzo                        | 4 episodios                          |
| 2008      | Gen Mishima                  | Ayudante                       | Episodio: «Una chica especial»       |
| 2008      | Paz, Una historia de Pasión  | Sebastián Peñaloza             | 2 episodios                          |
| 2019      | Héroes invisibles            | Carlos                         | 6 episodios                          |
| 2020      | El presidente                | Rulo                           | 3 episodios                          |

### Programas
- Teatro en Chilevisión (Chilevisión, 2010) - Gustavo
- Sábado por la noche (Mega, 2011) - Invitado
- Soundtrax (Bang TV, 2011) - Invitado
- Lo +, famosos en portada (UCV, 2012) - Invitado
- La mañana de Chilevisión (Chilevisión, 2014) - Invitado
- SQP (Chilevisión, 2014) - Invitado

- Participación en enigma 2000

## Videos musicales
| Año  | Título          | Artista          | Director           |
| ---- | --------------- | ---------------- | ------------------ |
| 2015 | Pienso en ti    | We Are the Grand | Lorenzo de la Maza |
| 1999 | Eso de ser papá | Tiro de Gracia   |                    |

## Premios
- Premio Pedro Sienna 2010: Mejor actor protagónico (Ilusiones ópticas)